# Melissodes bimaculata
Melissodes bimaculata là một loài Hymenoptera trong họ Apidae. Loài này được Lepeletier mô tả khoa học năm 1825.

## Hình ảnh

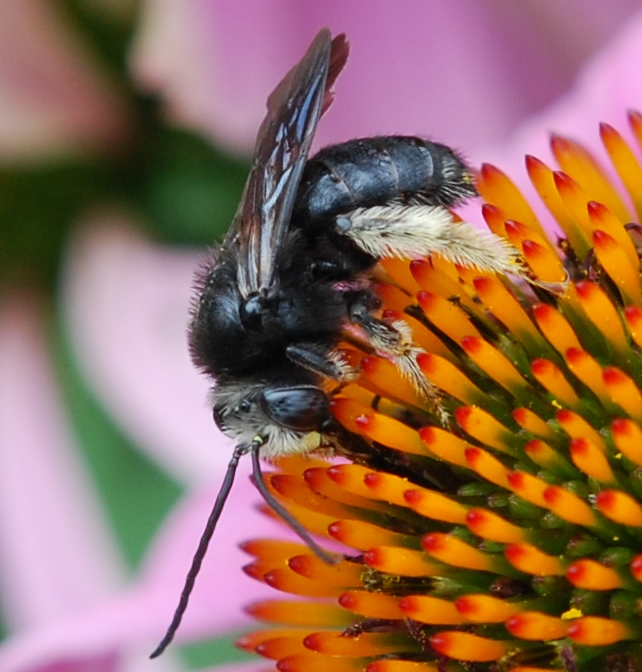
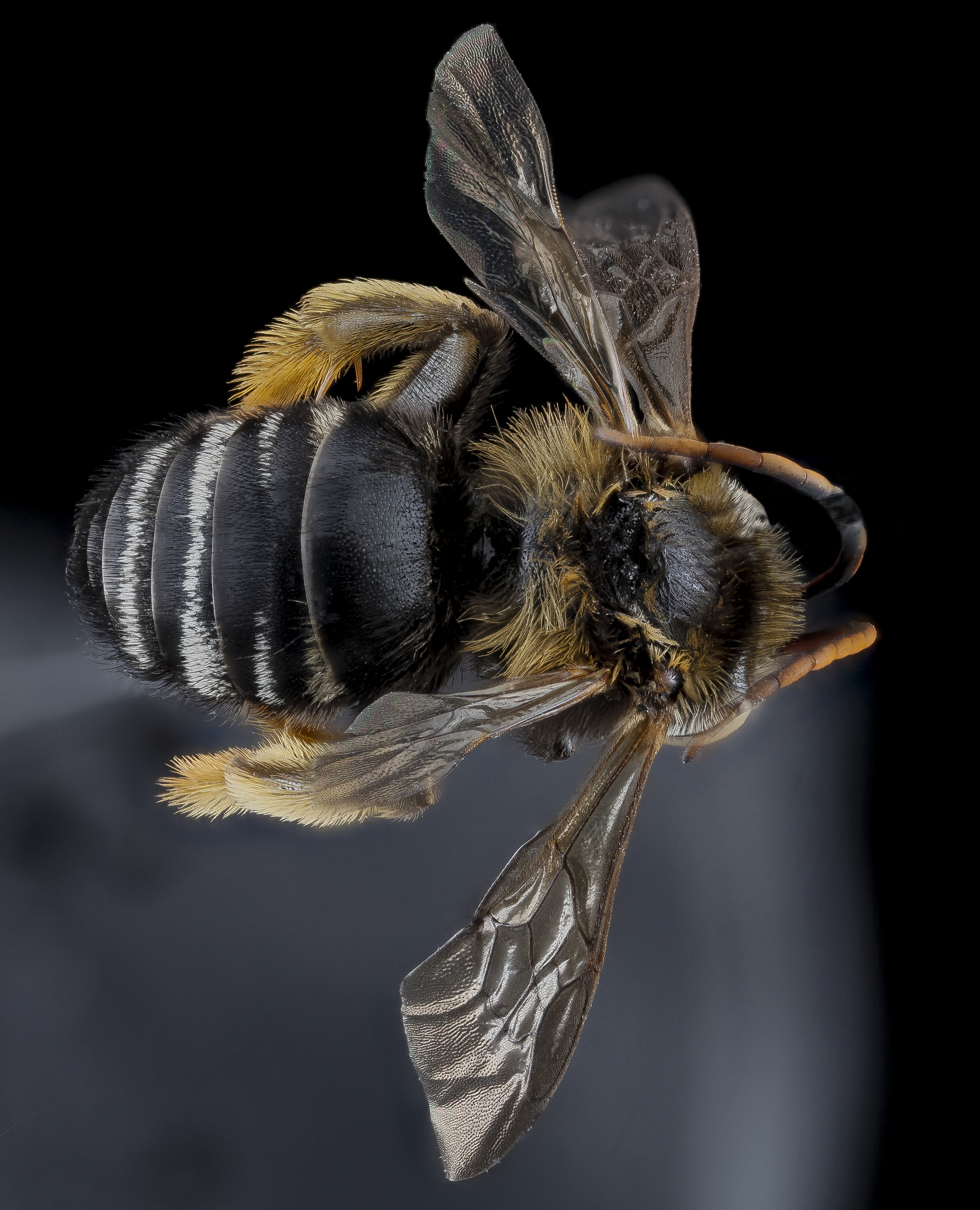
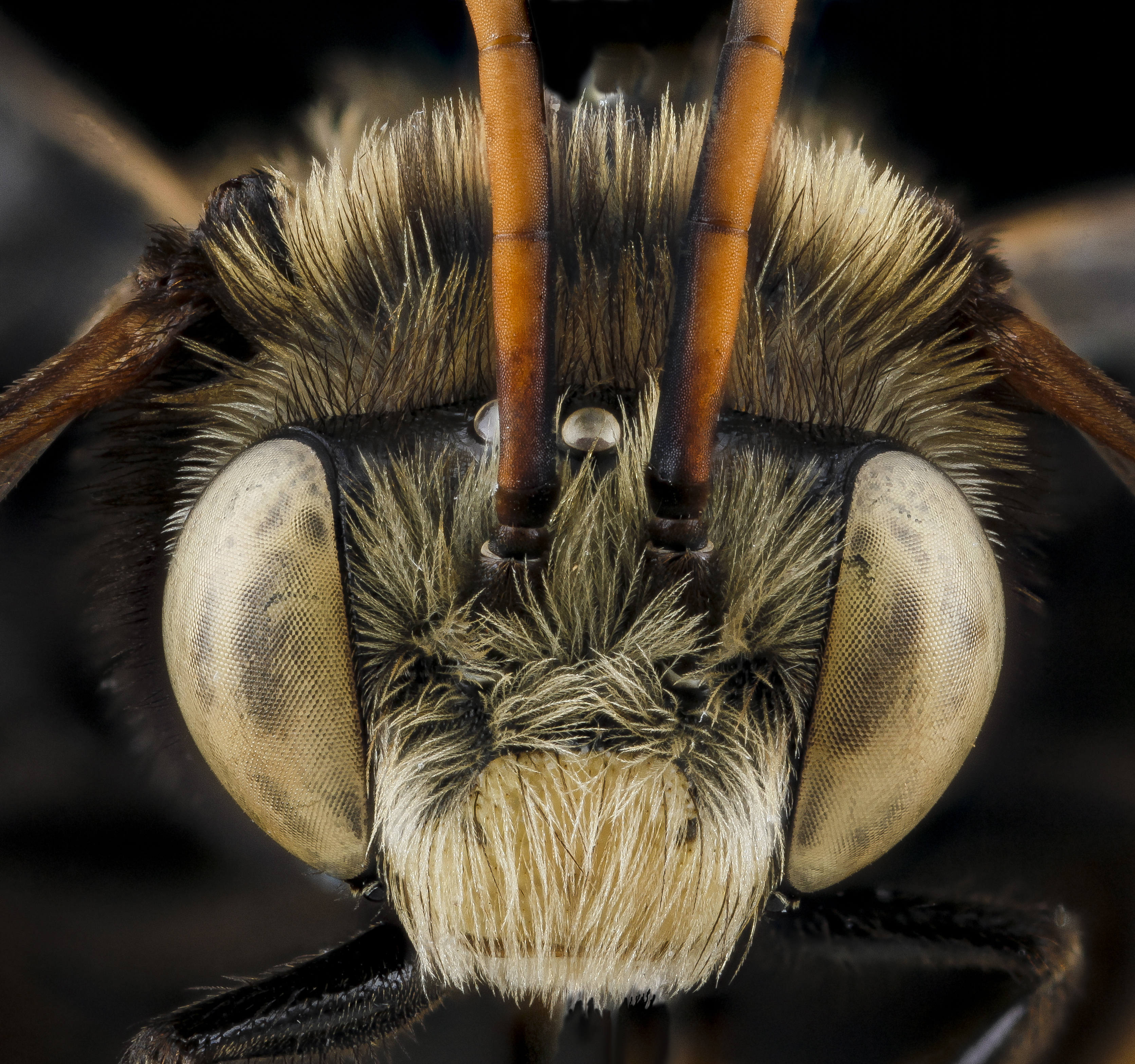
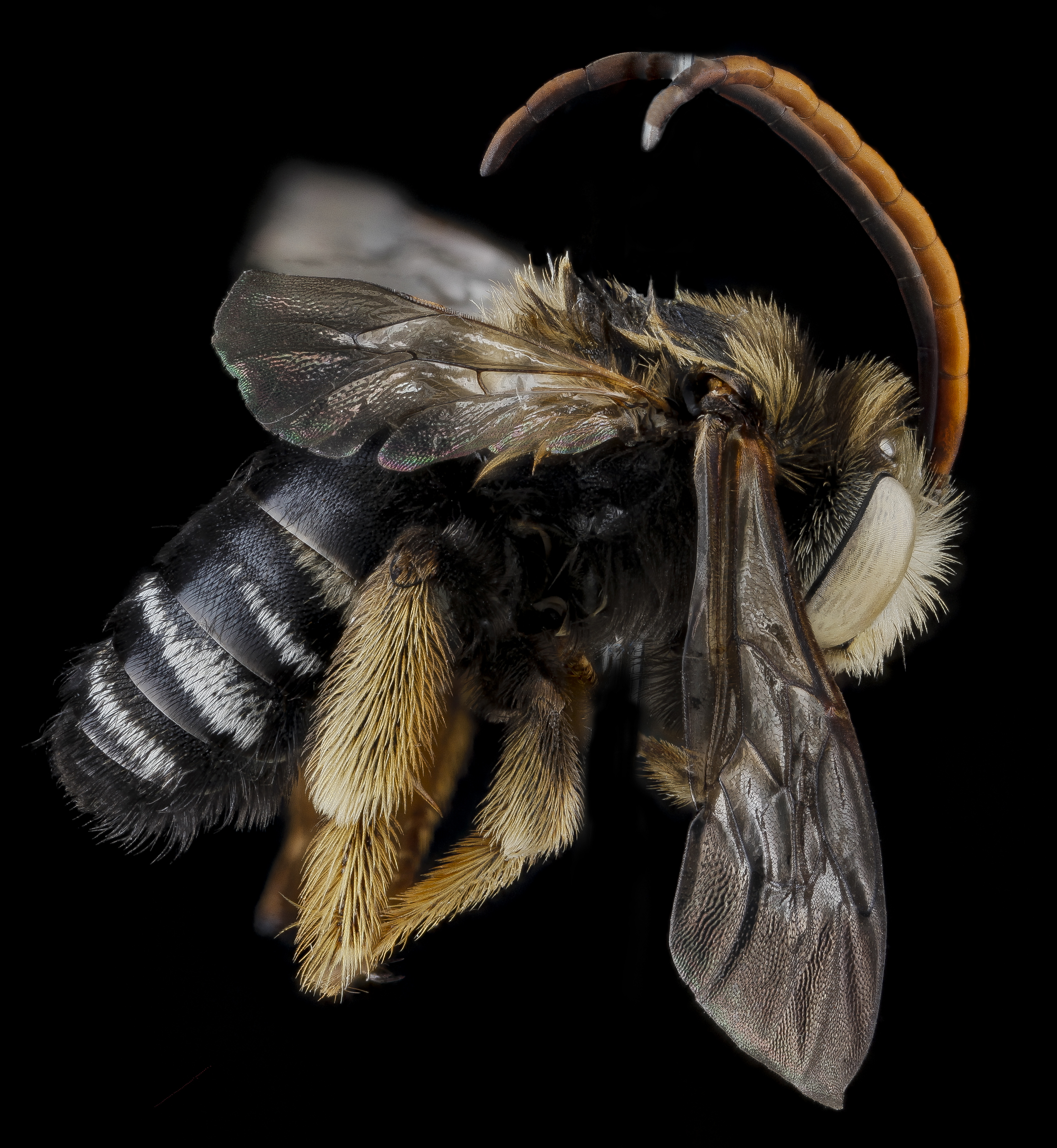